# Хабалов Сергій Семенович
Сергій Семенович Хабалов (21 квітня [3 травня] 1858 — 1924) — російський генерал-лейтенант. Учасник Російсько-турецької війни (1877—1878). Начальник Московського (1903—1905) і Павловського (1905—1914) військових училищ, автор низки навчальних посібників. Командувач військ Петроградського військового округу (1916—1917).

## Біографія

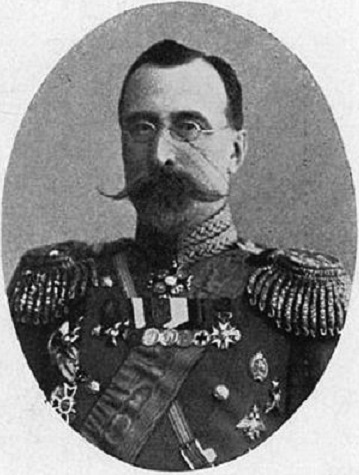
С. С. Хабалов.

Випускник Михайлівського артилерійського училища. Випущений сотником (16.04.1878) до Терської кінно-артилерійської № 1 батареї. Учасник російсько-турецької війни 1877—1878. Пізніше служив у 20-ій артилерійській бригаді. Отримав чин поручика (20.12.1879).
1886 року закінчив Миколаївську академію Генерального штабу за першим розрядом. Штабс-капітан (21.03.1886). Перебував при Петербурзькому ВО. Із 25 листопада 1886 року — старший ад'ютант штабу 1-ї гвардійської піхотної дивізії. Капітан (24.04.1888). Із 21 травня 1890 року перебував для доручень при штабі Гвардійського корпусу.
Цензове командування ротою відбував у лейб-гвардії Єгерському полку (17.10.1890-18.10.1891). Підполковник (06.12.1894). Із 16 червня 1895 року — штаб-офіцер для особливих доручень при штабі Гвардійського корпусу. Полковник (06.12.1898).
Відряджений до Павловського військового училища для викладання військових наук (21.03.1900-22.03.1901). Цензове командування батальйоном відбував у 3-му Фінляндському стрілецькому полку (18.05.-14.09.1900). Із 22 березня 1901 року- інспектор класів Миколаївського кавалерійського училища. Із 1903 по 1905 роки — начальник Московського військового училища, а з 1905 по 1914 роки — начальник Павловського військового училища .
У 1914—1916 роках — військовий губернатор Уральської області та наказний отаман Уральського козачого війська.
13 червня 1916 року відкликаний до столиці та призначений головним начальником Петроградського військового округу. 24 лютого 1917 року командувачу військ Петроградського військового округу генерал-лейтенанту С. С. Хабалову передано всю повноту влади у столиці.
Під час Лютневих подій заарештований і ув'язнений у Петропавлівську фортецю. Допитувався Надзвичайною слідчою комісією Тимчасового уряду. Звільнений у жовтні 1917 року, після Жовтневої революції звільнений зі служби з мундиром та пенсією.
У 1919 році поїхав на Південь Росії. 1 березня 1920 року евакуювався з Новоросійська в Салоніки.
Помер у Салоніках в американському шпиталі в 1924 році.

## Нагороди
- Орден Святого Станіслава ІІІ ст. (1883)
- Орден Святої Анни ІІІ ст. (1887)
- Орден Святого Станіслава ІІ ст. (1890)
- Орден Святої Анни ІІ ст. (1893)
- Орден Святого Володимира IV ст. (1895)
- Орден Святого Володимира ІІІ ст. (1901)
- Орден Святого Станіслава І ст. (1906)
- Орден Святої Анни І ст. (11.08.1910)
- Орден Святого Володимира ІІ ст. (1914)
- Орден Білого орла (1916)
- Орден Почесного легіону IV ст. (12.10.1897, Франція)
- командорський хрест ордена Корони Румунії (15.02.189х, Румунія)
- Орден Священного скарбу 1-го ступеня (розр. 03.06.1914, Японія)